# Головизніна Марія Вікторівна
Головизніна Марія Вікторівна (нар. 5 червня 1979) — колишня російська тенісистка.
Найвищу одиночну позицію світового рейтингу — 135 місце досягла 31 березня 2003, парну — 139 місце — 3 серпня 1998 року.
Здобула 2 одиночні та 5 парних титулів туру ITF.
Найвищим досягненням на турнірах Великого шолома було 2 коло в одиночному розряді.
Завершила кар'єру 2012 року.

## Фінали ITF

### Одиночний розряд: 8 (2–6)
| Легенда          |
| ---------------- |
| турніри $100,000 |
| турніри $75,000  |
| турніри $50,000  |
| турніри $25,000  |
| турніри $10,000  |

| Фінали за покриттям |
| ------------------- |
| Тверде (2–1)        |
| Ґрунт (0–4)         |
| Трава (0–0)         |
| Килим (0–1)         |

| Результат | Ранг | Дата            | Турнір              | Покриття   | Суперниця           | Рахунок       |
| --------- | ---- | --------------- | ------------------- | ---------- | ------------------- | ------------- |
| Перемога  | 1    | 30 жовтня 1995  | ITF Москва, Росія   | Тверде     | Ольга Іванова       | 6–2, 2–6, 6–1 |
| Поразка   | 1    | 26 серпня 1996  | ITF Сочі, Росія     | Тверде (i) | Євгенія Куликовська | 1–6, 0–6      |
| Поразка   | 2    | 16 червня 1997  | ITF Рим, Італія     | Ґрунт      | Хотта Томое         | 4–6, 4–6      |
| Перемога  | 2    | 19 січня 1998   | ITF Бостад, Швеція  | Тверде (i) | Марія Вольфбрандт   | 6–3, 7–5      |
| Поразка   | 3    | 18 вересня 2000 | ITF Москва, Росія   | Килим (i)  | Віра Звонарьова     | 4–6, 2–6      |
| Поразка   | 4    | 25 вересня 2000 | ITF Тбілісі, Грузія | Ґрунт      | Маріана Діас-Оліва  | 6–3, 2–6, 2–6 |
| Поразка   | 5    | 10 вересня 2001 | ITF Софія, Болгарія | Ґрунт      | Ольга Виметалкова   | 6–7(3), 4–6   |
| Поразка   | 6    | 2 вересня 2002  | ITF Денен, Франція  | Ґрунт      | Даллі Рандріантефі  | 2–6, 6–3, 2–6 |

### Парний розряд: 13 (5–8)
| Легенда          |
| ---------------- |
| турніри $100,000 |
| турніри $75,000  |
| турніри $50,000  |
| турніри $25,000  |
| турніри $10,000  |

| Фінали за покриттям |
| ------------------- |
| Тверде (3–2)        |
| Ґрунт (2–6)         |
| Трава (0–0)         |
| Килим (0–0)         |

| Результат | Дата            | Рівень | Турнір                      | Покриття   | Партнерка                     | Суперниці                             | Рахунок       |
| --------- | --------------- | ------ | --------------------------- | ---------- | ----------------------------- | ------------------------------------- | ------------- |
| Поразка   | 23 червня 1997  | 10,000 | ITF Мілан, Італія           | Ґрунт      | Анна Лінкова                  | Хотта Томое Ямаґісі Йоріко            | 3–6, 7–5, 4–6 |
| Поразка   | 28 липня 1997   | 75,000 | ITF Макарська, Хорватія     | Ґрунт      | Євгенія Куликовська           | Ольга Лугіна Елена Пампулова          | 7–5, 5–7, 5–7 |
| Поразка   | 22 вересня 1997 | 50,000 | ITF Салоніки, Греція        | Ґрунт      | Куликовська Євгенія Борисівна | Радка Бобкова Яна Поспішилова         | 2–6, 3–6      |
| Поразка   | 21 червня 1999  | 25,000 | ITF Орбетелло, Італія       | Ґрунт      | Анастасія Мискіна             | Маріана Діас-Оліва Кларіса Фернандес  | 4–6, 2–6      |
| Перемога  | 27 вересня 1999 | 25,000 | ITF Тбілісі, Грузія         | Ґрунт      | Катерина Панюшкіна            | Надія Островська Катерина Сисоєва     | 6–0, 6–2      |
| Поразка   | 14 серпня 2000  | 50,000 | ITF Стамбул, Туреччина      | Тверде     | Куликовська Євгенія Борисівна | Магда Міхалаке Тонґ Ка-по             | 1–6, 2–6      |
| Перемога  | 21 травня 2001  | 25,000 | ITF Софія, Болгарія         | Ґрунт      | Анна Бастрікова               | Ленка Длгополцова Любомира Курхайцова | 6–3, 3–6, 6–2 |
| Перемога  | 30 жовтня 2001  | 25,000 | ITF Болтон, Велика Британія | Тверде (i) | Бахія Мухтассен               | Сандра Начук Драгана Зарич            | 6–4, 6–3      |
| Поразка   | 18 лютого 2002  | 25,000 | ITF Колумбус, США           | Тверде (i) | Куликовська Євгенія Борисівна | Терін Ешлі Крістен Шлукебір           | 6–4, 4–6, 2–6 |
| Поразка   | 7 липня 2003    | 25,000 | ITF Дармштадт, Німеччина    | Ґрунт      | Даніела Берчек                | Санда Мамич Ана Врльїч                | 6–7(7), 1–6   |
| Перемога  | 28 березня 2004 | 50,000 | ITF Санкт-Петербург, Росія  | Тверде (i) | Куликовська Євгенія Борисівна | Дар'я Кустова Олена Татаркова         | 7–5, 6–1      |
| Поразка   | 12 липня 2004   | 50,000 | ITF Віттель, Франція        | Ґрунт      | Марія Вольфбрандт             | Северін Бельтрам Стефані Коен-Алоро   | 1–6, 3–6      |
| Перемога  | 30 серпня 2004  | 25,000 | ITF Балашиха, Росія         | Тверде (i) | Олена Весніна                 | Олена Антипіна Алла Кудрявцева        | 7–5, 6–4      |